# Ganga à face noire
Pterocles decoratus
Espèce
Statut de conservation UICN

 LC  : Préoccupation mineure
Le Ganga à face noire (Pterocles decoratus) est une espèce d'oiseaux de la famille des Pteroclidae.

## Répartition
Cette espèce vit en Éthiopie, au Kenya, en Somalie, en Tanzanie et en Ouganda.